# Chiesetta di Santa Caterina (Lierna)
L'oratorio del Santo Crocifisso di Lierna è una struttura religiosa risalente originariamente all'epoca Antica Roma, situata presso la chiesa parrocchiale di Sant'Ambrogio a Lierna, nel Borgo Villa poi divenuta Chiesa nel 1593.
L'antico Oratorio dedicato a Caterina d'Alessandria nel Borgo di Giussana è ricordato oggi da una cappellina votiva in mosaico, eseguito nel 1962 su disegno di Giannino Castiglioni, sopra un precedente affresco, sulla facciata di una casa privata, dove la santa è rappresentata con la ruota del martirio che le fu inflitto.
Durante i lavori di rifacimento dell’edificio, vennero alla luce le arcate del portone frontale della chiesa e una grossa chiave che poteva essere quella della chiesetta.